# پاریس در دوران امپراتوری دوم

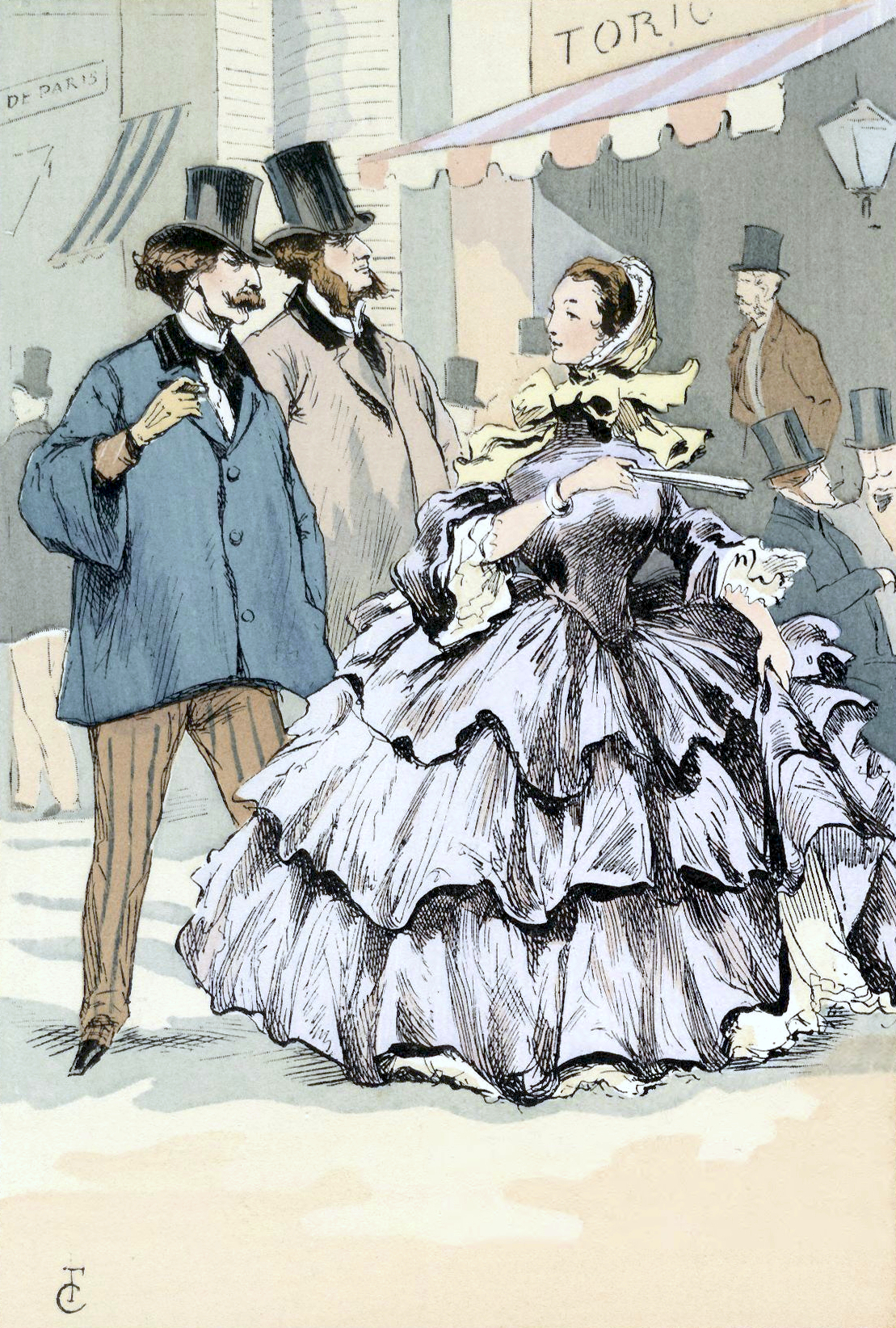
مدهای پاریسی در طول دوران امپراتوری دوم، ۱۸۵۳

پاریس در دوران امپراتوری دوم (انگلیسی: Paris during the Second Empire) پاریس در طول دوران امپراتوری دوم فرانسه و سلطنت امپراتور ناپلئون سوم (۱۸۵۲–۱۸۷۰) بزرگترین شهر قاره اروپا و مرکز پیشرو در امور مالی، بازرگانی، مد و هنر بود. جمعیت این شهر با توجه به کمون‌های ۱۱ گانه و ۸ محوطه حومه و تازه‌ساخت در آن مقطع، به طرز چشمگیری از حدود ۱ میلیون نفر به میزان ۲ میلیون نفر افزایش یافت. در همان زمان، بخش‌های اشباع‌شدهٔ اصلی شهر، به مرزهای فعلی خود رسیده بود.
چراغ‌های مشهور به روشنایی گازی در دوران امپراتوری دوم، شب‌های شهر پاریس را روشن می‌نمود و اغلب، مورد تحسین و ستایش بازدیدکنندگان خارجی قرار می‌گرفت، همین موضوع به احیای نام مستعار شهر نور برای پاریس در آن دوران کمک شایانی نمود. در آغاز امپراتوری، ۸۰۰۰ چراغ گازی در شهر وجود داشت. تا سال ۱۸۷۰ در مجموع ۵۶۵۷۳ مورد از این دست چراغ‌ها به‌طور انحصاری برای روشنایی خیابان‌های شهر استفاده می‌شد. گاز مورد استفاده در چراغ‌ها توسط ۱۰ کارخانه عظیم که در اطراف شهر واقع بودند تأمین و در لوله‌های تعبیه‌شده در زیر بلوارها تزریق می‌شد. تقریباً به فاصلهٔ هر ۲۰ متر یک چراغ‌گازی قرار گرفته و اندکی پس از شب، لشکر کوچکی متشکل از ۷۵۰ چراغ‌بان با لباس‌های همسان در حالی که تیرهای بلند آتش‌زنه حمل می‌کردند این چراغ‌های گازی را مشتعل می‌نمودند و در عرض ۴۰ دقیقه، تمام شهر پاریس روشن می‌گردید.

## نگارخانه

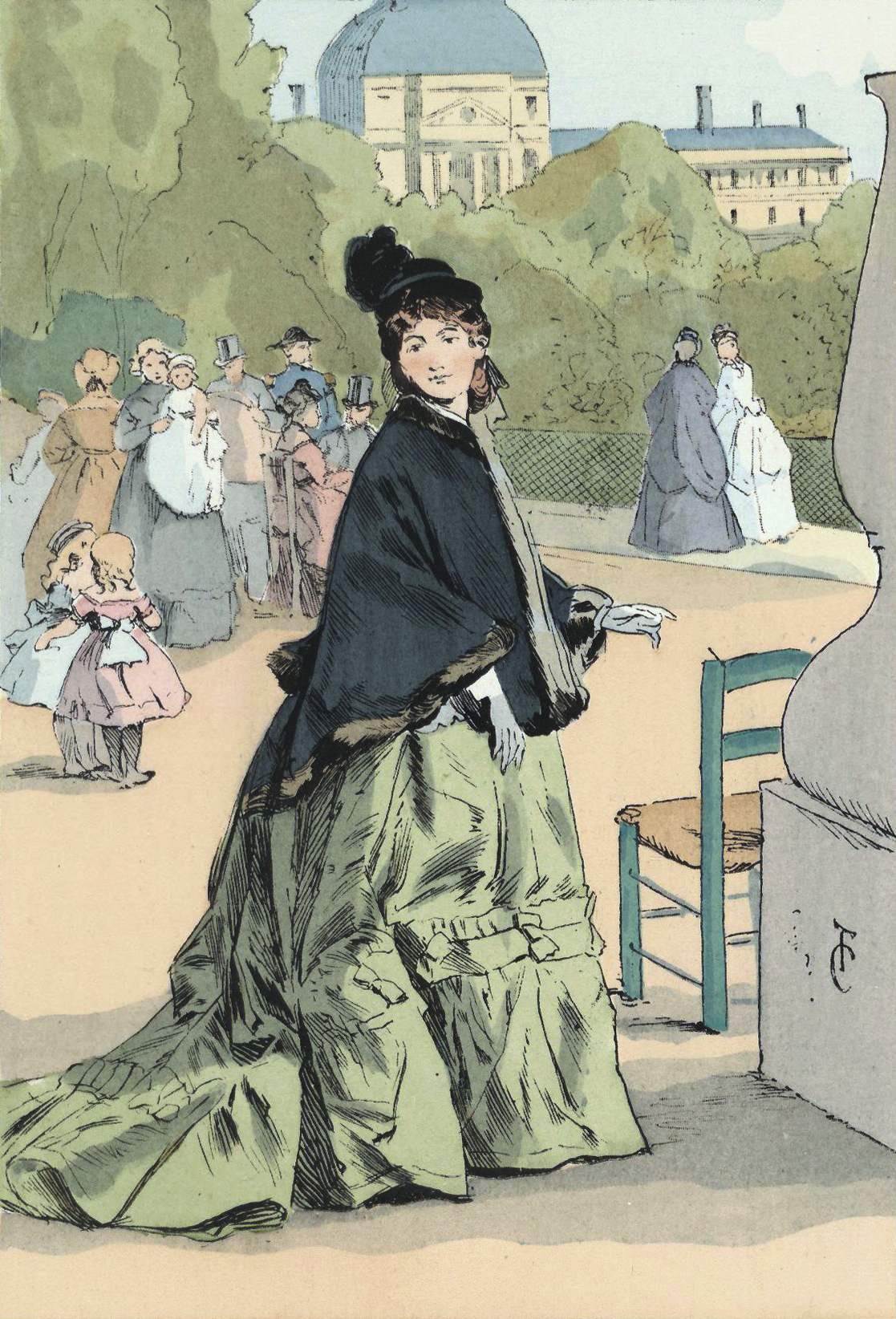
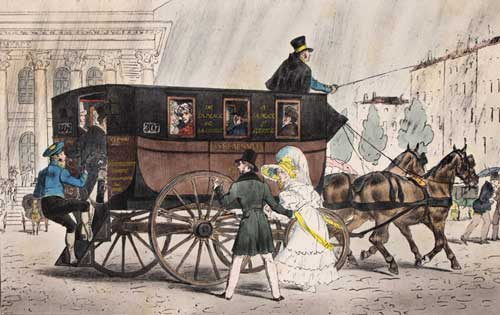
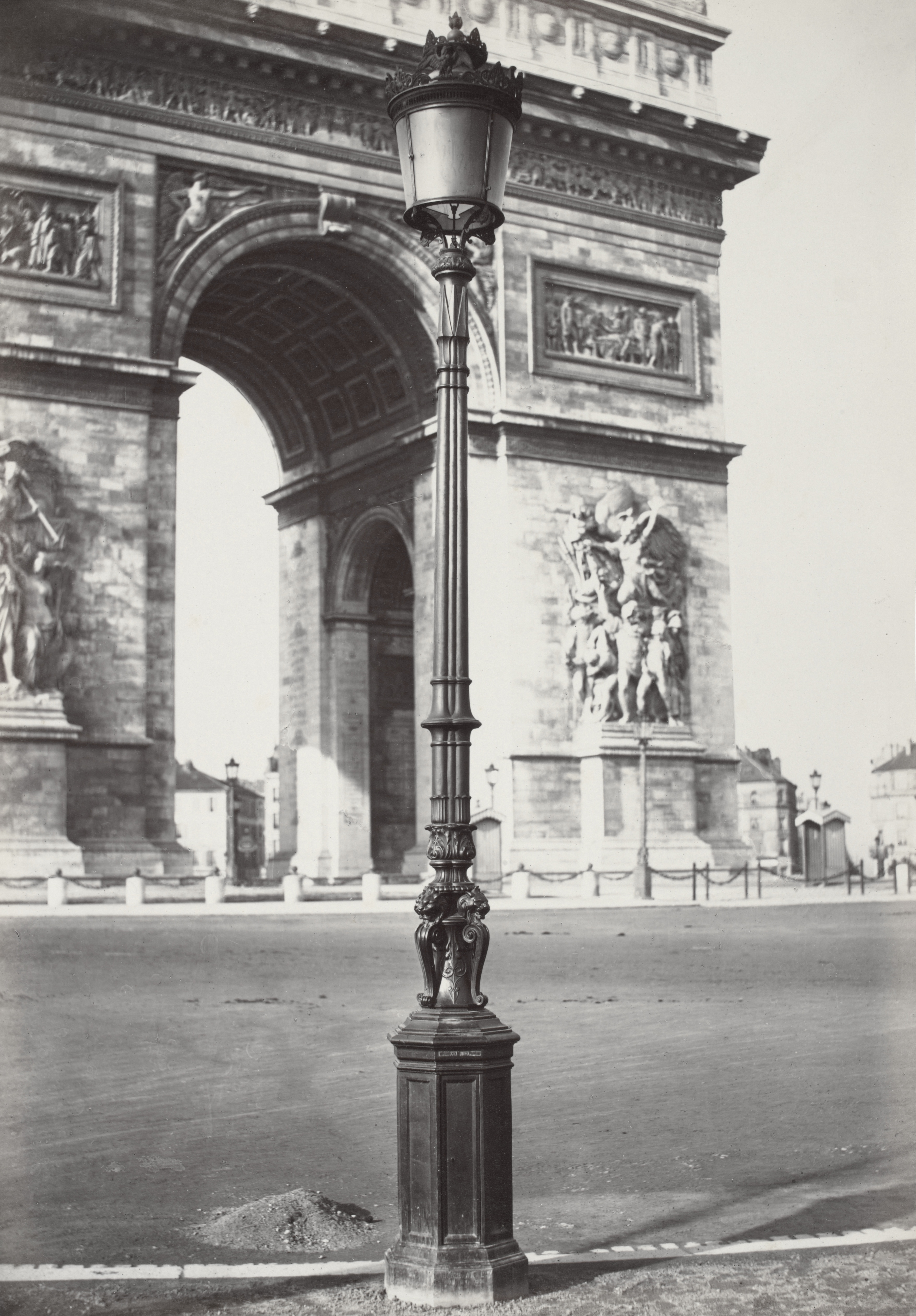
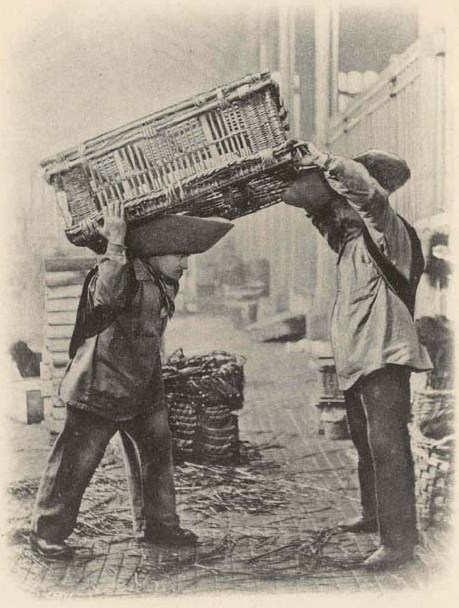
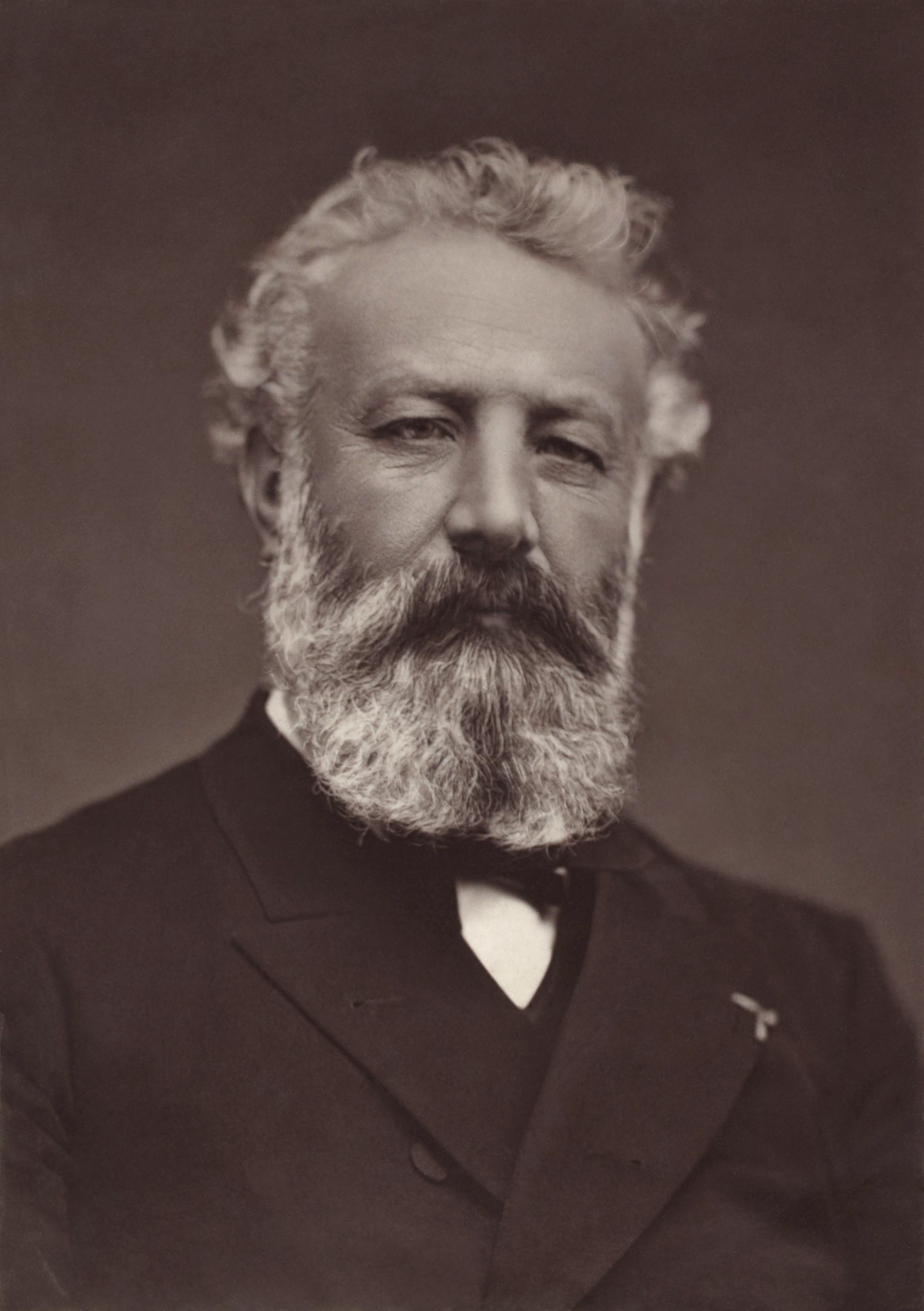
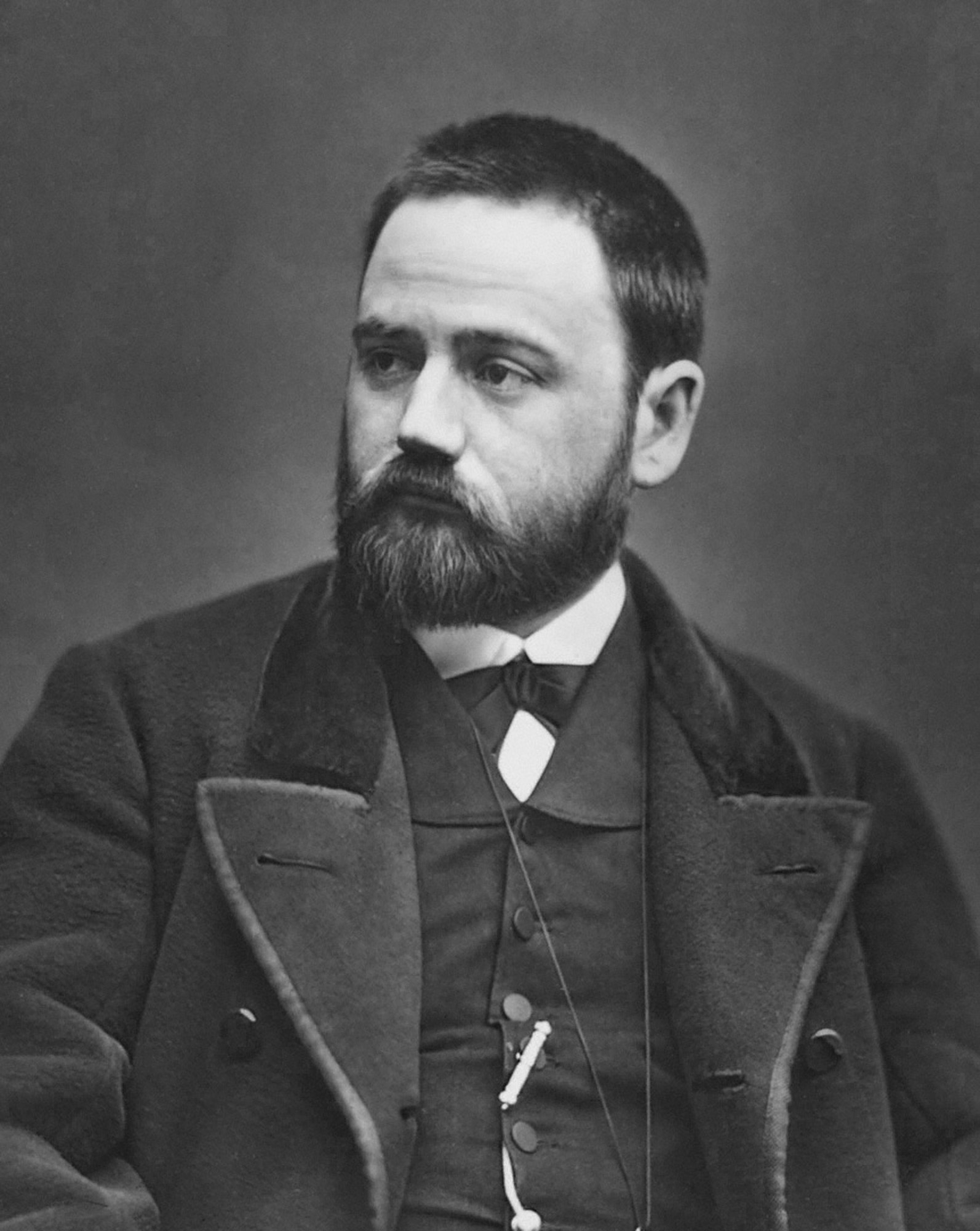
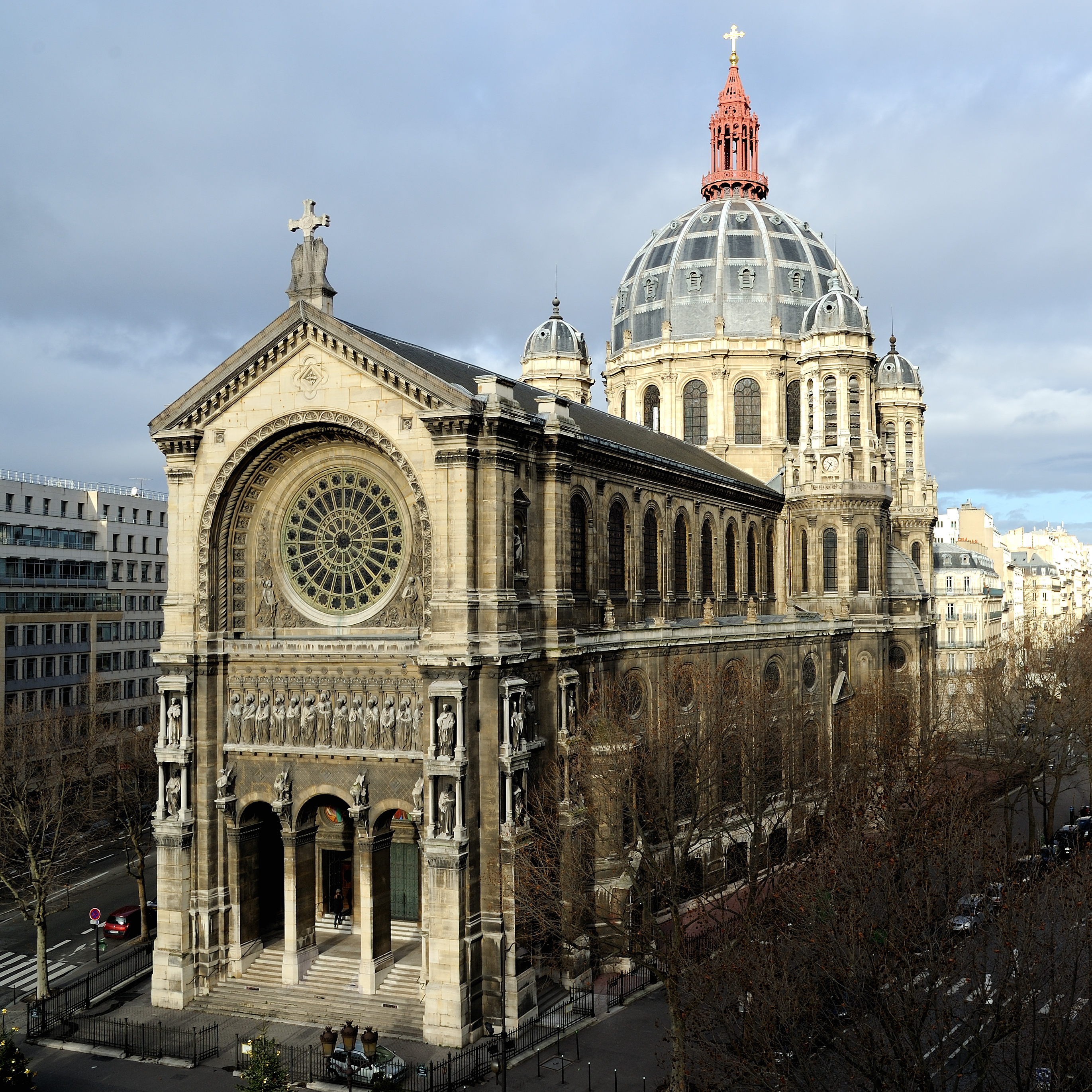
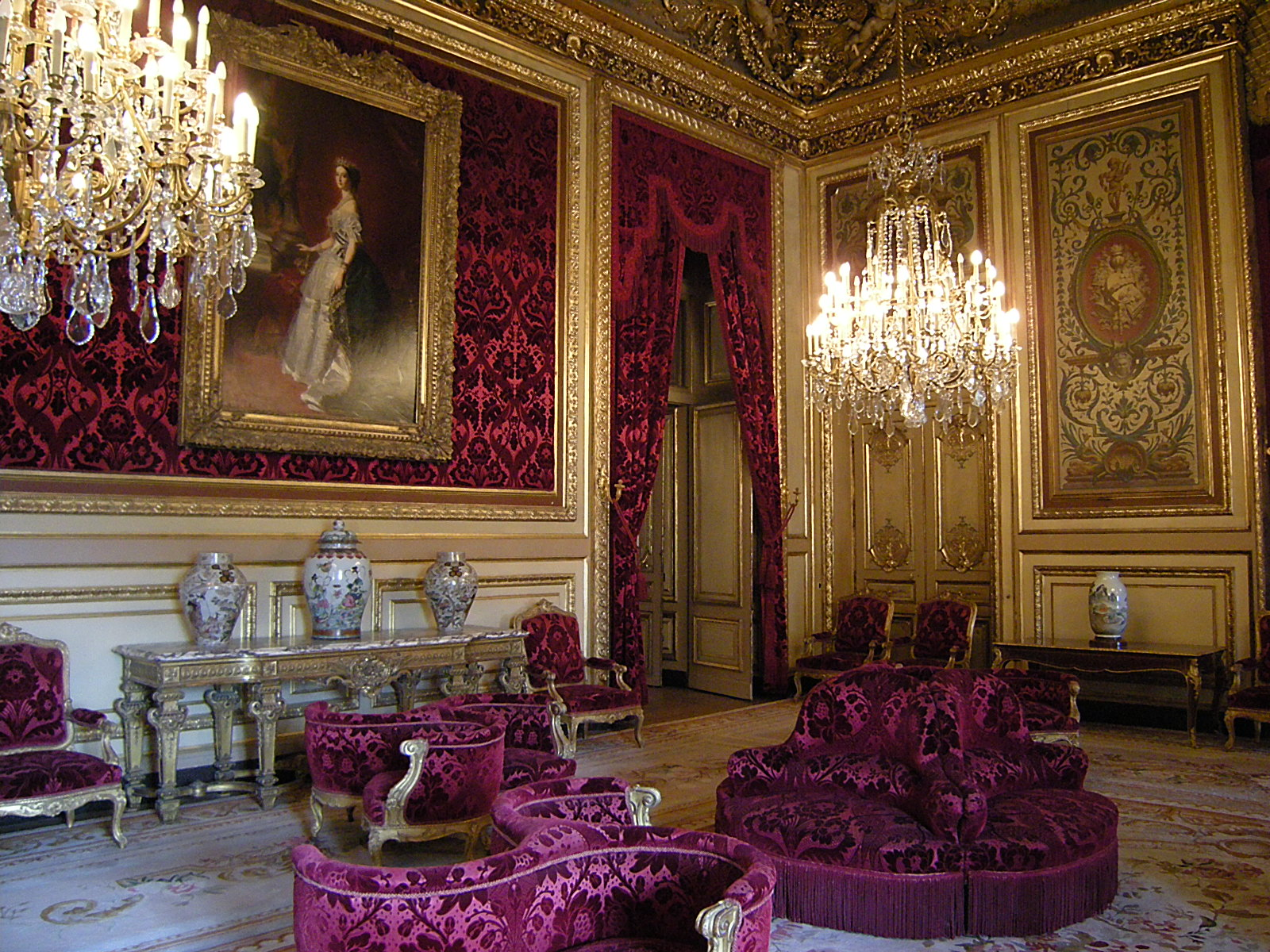
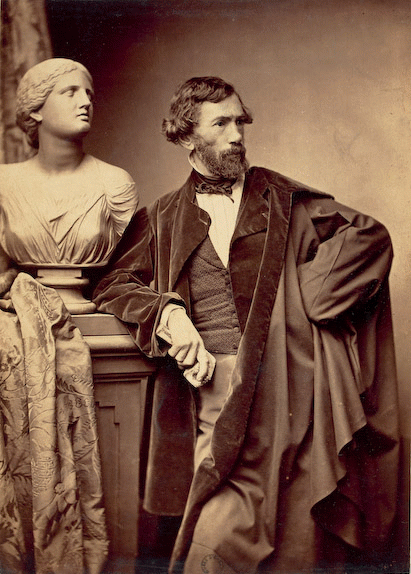
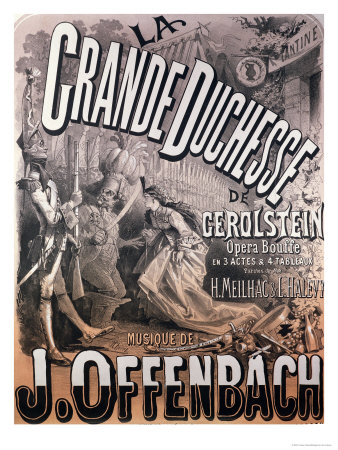